# The Glamour Girls
The Glamour Girls was een professioneel worsteltag-team dat actief was in de World Wrestling Federation (WWF). Het team bestond uit Judy Martin en Leilani Kai.

## Kampioenschappen en prestaties
- Ladies Professional Wrestling Association
  - LPWA Tag Team Championship (1 keer met Leilani Kai)

- World Wrestling Federation
  - WWF Women's Tag Team Championship (2 keer met Leilani Kai)